# 혜음로
혜음로(Hyeeum-ro)는 경기도 고양시 덕양구 고양동에서 파주시 파주읍 용주골삼거리를 잇는 도로이다.

## 주요 경유지
경기도
- 고양시 덕양구 (고양동) - 파주시 (광탄면 - 파주읍)

## 노선
| 이름           | 접속 노선                          | 소재지 | 소재지 | 소재지 | 비고                           |
| -------------- | ---------------------------------- | ------ | ------ | ------ | ------------------------------ |
| (이름없음)     | 읍내로                             | 고양시 | 덕양구 | 고양동 |                                |
| 고양동사거리   | 국가지원지방도 제78호선 (동헌로)   | 고양시 | 덕양구 | 고양동 |                                |
| 고양3교        |                                    | 고양시 | 덕양구 | 고양동 |                                |
| 벽재삼거리     | 지방도 제367호선 (보광로)          | 고양시 | 덕양구 | 고양동 |                                |
| 혜음령터널     |                                    | 파주시 | 광탄면 | 광탄면 |                                |
| 용미1 교차로   | 진지로                             | 파주시 | 광탄면 | 광탄면 |                                |
| 용미1교        |                                    | 파주시 | 광탄면 | 광탄면 |                                |
| 용미2 교차로   | 호주골길                           | 파주시 | 광탄면 | 광탄면 |                                |
| 용미3 교차로   | 샘말길                             | 파주시 | 광탄면 | 광탄면 |                                |
| 석방교         |                                    | 파주시 | 광탄면 | 광탄면 |                                |
| 용미5 교차로   | 국가지원지방도 제98호선 (명봉산로) | 파주시 | 광탄면 | 광탄면 | 국가지원지방도 제98호선과 중복 |
| 신산 교차로    | 만장산로                           | 파주시 | 광탄면 | 광탄면 | 국가지원지방도 제98호선과 중복 |
| 광탄교         |                                    | 파주시 | 광탄면 | 광탄면 |                                |
| 광탄삼거리     | 지방도 제360호선 (부흥로) 새산수길 | 파주시 | 광탄면 | 광탄면 |                                |
| 가좌미고개     |                                    | 파주시 | 광탄면 | 광탄면 |                                |
| 연풍 교차로    | 국가지원지방도 제56호선 (파주로)   | 파주시 | 파주읍 | 파주읍 |                                |
| 연풍2리 교차로 | 연풍로                             | 파주시 | 파주읍 | 파주읍 |                                |
| 연풍교         |                                    | 파주시 | 파주읍 | 파주읍 |                                |
| 용주골삼거리   | 술이홀로                           | 파주시 | 파주읍 | 파주읍 |                                |

## 주요 건물및 시설
- KB국민은행 고양동지점 (혜음로 9/고양동 240-8)
- CU 고양현대점 (혜음로 9/고양동 240-8)
- 이마트에브리데이 고양동점 (혜음로 22/고양동 206-2)
- 베스킨라빈스 고양점 (혜음로 23/고양동 230-1)
- SK텔레콤 군지원센터 고양점 (혜음로 66/고양동 174-2)
- 미니스톱 벽제로드점 (혜음로 172/고양동 859)
- CU벽제삼거리점 (혜음로 180-1/고양동 937)
- SK에너지 벽제셀프주유소 (혜음로 181/고양동 841)
- HD현대오일뱅크용미주유소 (혜음로 396/용미리 292)
- GS25 파주용미ONE점 (혜음로 539/용미리 346-2)
- 한민고등학교 (혜음로 765/용미리 704-10)
- GS25 분수대박점 (혜음로 880-1/분수리 390-8)
- 여충사 (혜음로 930/분수리 산 4-1)
- 이마트24 광탄으뜸점 (혜음로 977/분수리 467-12)
- 광탄119안전센터 (혜음로 1040/신산리 134-3)
- 광탄면 행정복지센터 (혜음로 1044/신산리 134-1)
- GS25 파주광탄점 (혜음로 1121-1/신산리 371-24)
- CU 광탄개나리점 (혜음로 1139/신산리 358-10)
- SK에너지 광탄셀프주유소 (혜음로 1178/신산리 352-5)
- 기아오토큐 북파주기아정비센터 (혜음로 1190/신산리 348-5)
- 한진택배 파주광탄신산346영업소 (혜음로 1202/신산리 346-5)
- 세븐일레븐 파주창만점 (혜음로 1418/창만리 587-9)